# Lei

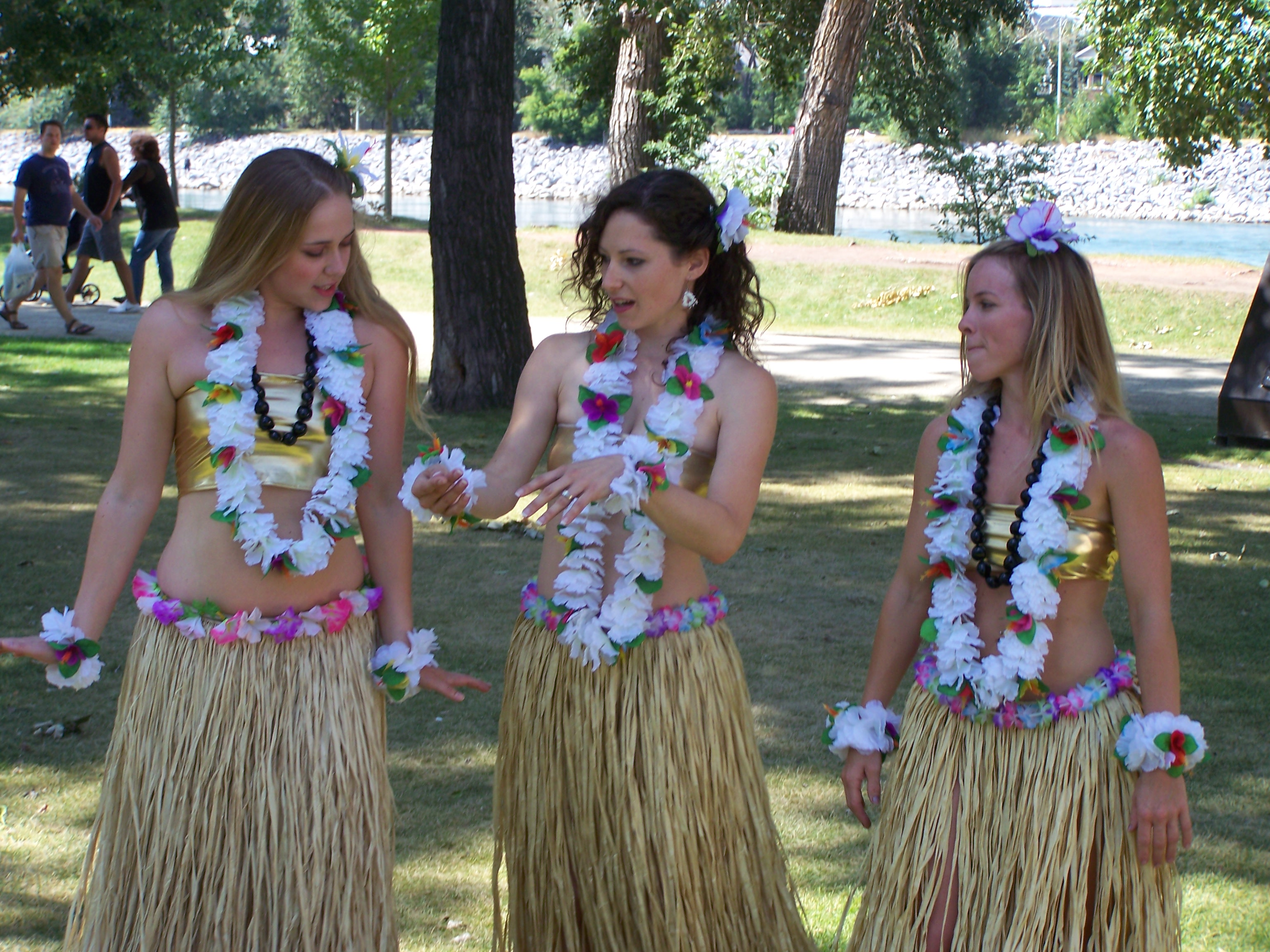

A lei nyakba akasztott virágfüzér, amelyet Hawaiira érkezéskor, vagy búcsúzáskor adnak ajándékba a vendégnek. A vendégszeretet jeléül csókkal együtt adják.
A közhiedelem szerint, ha a távozó a vízbe dobja a leit, és az a víz sodrásának hatására a partra vetődik, akkor az utazó nagy valószínűséggel visszatér Hawaiira.
Általában orchideából vagy szegfűből, jázmin-, kika-, gyömbérvirágból készítik. Előfordul kagylóból készült változata is. Hossza kb. fél méter.
A hawaiiak május 1-jén ünneplik a lei napját, ezzel hagyományos vendégszeretetüket szimbolizálják.